# Германская восточная марка
Восточная марка (остмарка) (нем. Mark) — название валюты, которая выпускалась Германской империей в 1918 году для использования на восточных землях, контролируемых Германией в то время. Валюта состояла из бумажных денег, выпускаемых «Darlehnskassen Ost» (кассами денежных займов) в Ковно и первоначально приравнивалась к германской бумажной марке (папирмарка). В некоторых местах остмарка находилась в обращении вместе с германским восточным рублем, причём остмарка равнялась 2 восточным рублям.

## Банкноты Восточной заёмной кассы
| Выпуск 4 апреля 1918 года | Выпуск 4 апреля 1918 года | Выпуск 4 апреля 1918 года | Выпуск 4 апреля 1918 года | Выпуск 4 апреля 1918 года | Выпуск 4 апреля 1918 года | Выпуск 4 апреля 1918 года | Выпуск 4 апреля 1918 года |
| Изображение               | Изображение               | Номинал                   | Размеры (мм)              | Основные цвета            | Описание                  | Описание                  | Описание                  |
| Лицевая сторона           | Оборотная сторона         | Номинал                   | Размеры (мм)              | Основные цвета            | Лицевая сторона           | Оборотная сторона         | Водяной знак              |
| ------------------------- | ------------------------- | ------------------------- | ------------------------- | ------------------------- | ------------------------- | ------------------------- | ------------------------- |
|                           |                           | 1/2 марки                 | н/д                       | н/д                       | н/д                       | н/д                       | н/д                       |
|                           |                           | 1 марка                   | н/д                       | н/д                       | н/д                       | н/д                       | н/д                       |
|                           |                           | 2 марки                   | н/д                       | н/д                       | н/д                       | н/д                       | н/д                       |
|                           |                           | 5 марок                   | н/д                       | н/д                       | н/д                       | н/д                       | н/д                       |
|                           |                           | 20 марок                  | н/д                       | н/д                       | н/д                       | н/д                       | н/д                       |
|                           |                           | 50 марок                  | н/д                       | н/д                       | н/д                       | н/д                       | н/д                       |
|                           |                           | 100 марок                 | н/д                       | н/д                       | н/д                       | н/д                       | н/д                       |
|                           |                           | 1000 марок                | н/д                       | н/д                       | н/д                       | н/д                       | н/д                       |

## Остмарка в независимой Литве

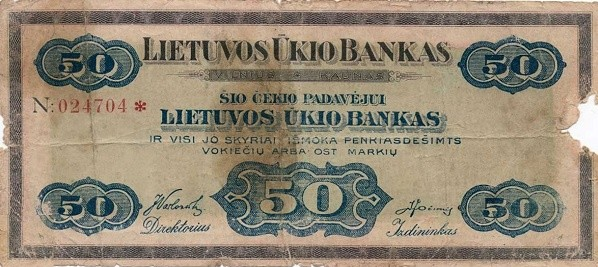
50 остмарок Lietuvos Ūkio bankas

В Литве в 1919 году денежной единицей был объявлен ауксинас (лит. auksinas), равный остмарке (ауксинас = 100 статиков). Фактически до введения в 1922 году литовского лита в обращении продолжали использоваться восточная марка и восточный рубль. Названия скатикас (лит. skatikas) и ауксинас (лит. auksinas) использовались для пфеннига и марки, например, на почтовых марках. Банкноты в ауксинасах никогда не выпускались, номинал банкнот Lietuvos Ūkio bankas указывался в остмарках, выпускались банкноты в 50, 100, 500 и 1000 остмарок.